# میسوگی

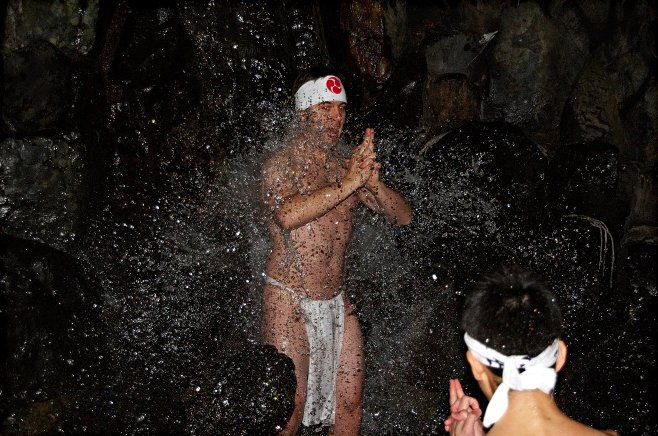
انجام مراسم میسوگی در شب در معبد بزرگ تسوباکی در ژاپن

میسوگی (به ژاپنی: 禊 Misogi) یک آیین تطهیری شینتو در ژاپن و عملی است که با شستن کل بدن انجام می‌شود. میسوگی به یکی دیگر از آیین‌های تصفیه شینتو به نام هارائه مربوط می‌شود - بنابراین هر دو در مجموع به عنوان میسوگی هارائه (祓 祓) شناخته می‌شوند.
برای انجام آیین میسوگی در کیوتو، مردم خود را در زیر آبشار کیومیزو-درا در معبد اوتاوا نو تاکی (صدای بال) قرار می‌دهند، اگرچه اکثر بازدید کنندگان به جای فرورفتن در آب از آب می‌نوشند. هر ساله، بسیاری از مردم یا به تنهایی یا در گروه‌های کوچک برای انجام میسوگی به زیارت آبشارهای مقدس، دریاچه‌ها و رودخانه‌ها می‌روند. کوه اونتاکه، رشته کوه کی و کوه یوشینو تنها چند نمونه از مناطق باستانی و شناخته شده میسوگی در ژاپن است. در ایالات متحده آمریکا میسوگی هر روز صبح در معبد بزرگ تسوباکی آمریکا در آبشار این معبد انجام می‌شود.
قبل از انجام میسوگی، اشخاص به‌طور کلی نوعی تصفیه اولیه را انجام می‌دهند. مواردی مانند نماز، روزه یا نوعی فعالیت بدنی معمول است. به‌طور کلی، زنان یک کیمونوی سفید (قبا لباده) و یک سر بند می‌بندند و مردان یک فوندوشی (شورت مانند) و بند سر می‌بندند. سپس آنها فوریتاما (降 り 魂) یا «لرزش روح» را با فشردن دستان خود در مقابل معده و تکان دادن دست هابه بالا و پایین، لرزاندن قسمت بالاتنه شروع می‌کنند. هدف از این آگاهی یافتن / متحد شدن با حضور روح در درون است. به دنبال این قایقرانی «گرم کردن» یا تمرینات کالیستنیک (توری-فونه 鳥 船 یا «قایق پرنده») انجام می‌شود. این دو عمل فوق گاهی با خواندن دعاهای خاص همراه است. پس از آن، رهبر شروع به بیان دعاها / دعاهایی می‌کند که گفته می‌شود روح را فعال می‌کند؛ بنابراین آنها را با کامی (خدایان شینتو) در اطراف خود متحد می‌شوند.
تمرینات فوق انجام می‌شود تا شرکت کنندگان متابولیسم خود را بالا ببرند و بعضی از گروه‌ها این کار را با تنفس عمیق همراه می‌کنند. ممکن است نمک که تصفیه‌کننده به‌شمار می‌آید به آنها پاشیده شود و ممکن است به آنها ساکی داده شود تا سه بار دهان خود را با ساکی پر کرده و سپس در آبشار آن را خالی کنند. گاهی به شرکت‌کنندگان نمکی می‌دهند تا هنگام ورود به آبشار، آن را در آب بیندازند. در بعضی از گروه‌ها، شرکت‌کنندگان عبارات مخصوصی را ذکر می‌کنند و از کامی می‌خواهند که نجاست را از شش عنصر تشکیل‌دهنده انسان، حواس پنجگانه و ذهن پاک کند. انجام میسوگی از یک گروه به گروه دیگر متفاوت است و هرکدام سنت‌ها یا روش‌های خاص خود را دارند.